# Emily Brown
Emily Brown est une joueuse de volley-ball américaine née le 17 janvier 1986 à El Dorado (Kansas). Elle mesure 1,87 m et joue au poste d'attaquante.

## Clubs
| Club                    | De        | À         |
| ----------------------- | --------- | --------- |
| University of Kansas    | 2004-2005 | 2006-2007 |
| VK Doprastav Bratislava | 2009-2009 | 2009-2009 |
| Nantes Volley           | 2009-2010 | 2009-2010 |
| AS Saint-Raphaël        | 2010-2011 | 2010-2011 |
| Volley San Vito         | 2011-2012 | jan 2012  |
| Gigantes de Carolina    | 2012-2012 | 2012-2012 |
| Orientales de Humacao   | 2013-2013 | 2013-2013 |
| Valencianas de Juncos   | fév 2014  | mai 2014  |
| RC Cola Raiders         | 2014-2015 | 2014-2015 |
| Leonas de Ponce         | 2015-2015 | …         |

En 2024,  Elle joue  Pour l’équipe de Boston Dans la nouvelle ligne  Professionnelle  de hockey féminin (LPHf).

## Palmarès
- Championnat de Slovaquie
  - Vainqueur : 2009.
- Coupe de Slovaquie
  - Vainqueur : 2009.